# Radio Trinitas
Radio Trinitas este un post de radio cu tematică religioasă ce aparține de Patriarhia Română, ce are ca obiectiv promovarea activității cultural-misionare a Bisericii Ortodoxe Române. A fost înființat din inițiativa Mitropolitului Moldovei și Bucovinei, Daniel Ciobotea. Emisia a început în data 17 aprilie 1998, la Iași.

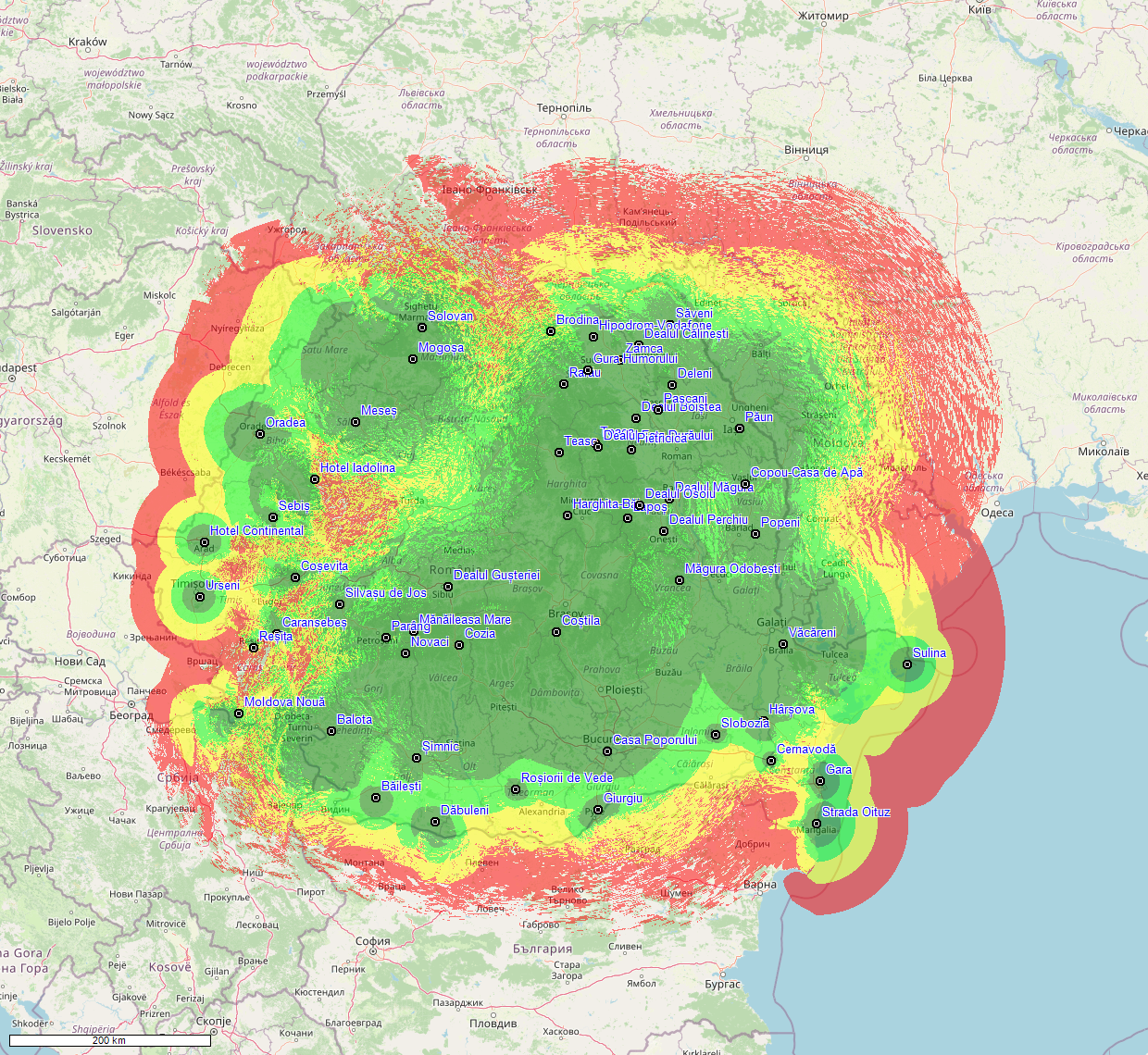
Acoperire aproximativă a semnalului Radio Trinitas.
Recepționat de orice receiver în zonă
Recepționat bine de un receiver slab al mașinii
Recepționat bine de un receiver puternic al mașinii / de un receiver slab al mașinii (dar cu probleme)
Recepționat de un receiver puternic al mașinii (dar cu probleme)

     Recepționat de orice receiver în zonă
     Recepționat bine de un receiver slab al mașinii
     Recepționat bine de un receiver puternic al mașinii / de un receiver slab al mașinii (dar cu probleme)
     Recepționat de un receiver puternic al mașinii (dar cu probleme)

## Istoric
| Oraș                | Frecvență   |
| ------------------- | ----------- |
| Bacău               | 96, 80 MHz  |
| Baia Mare - Mogoșa  | 94, 30 MHz  |
| Bârlad              | 93, 70 MHz  |
| Bicaz               | 91, 20 MHz  |
| Botoșani            | 88, 90 MHz  |
| Brăila              | 96, 50 MHz  |
| Bucegi-Coștila      | 95, 30 MHz  |
| Comănești           | 93, 50 MHz  |
| Darabani            | 95, 60 MHz  |
| Durău               | 91, 80 MHz  |
| Galați              | 96, 50 MHz  |
| Gura Humorului      | 92, 80 MHz  |
| Harghita-Gheorgheni | 93, 00 MHz  |
| Hațeg               | 100, 20 MHz |
| Hârlău              | 92, 20 MHz  |
| Iași                | 92, 70 MHz  |
| Moinești            | 99, 80 MHz  |
| Moldova Nouă        | 104, 30 MHz |
| Onești              | 88, 40 MHz  |
| Oradea              | 87, 80 MHz  |
| Piatra-Neamț        | 93, 30 MHz  |
| Putna               | 94, 80 MHz  |
| Rădăuți             | 97, 80 MHz  |
| Sibiu               | 93, 30 MHz  |
| Suceava             | 106, 90 MHz |
| Târgu-Neamț         | 106, 80 MHz |
| Toplița             | 90, 10 MHz  |
| Vaslui              | 106, 70 MHz |
| Zalău               | 93, 10 MHz  |

Postul de radio a fost înființat la inițiativa ÎPS Daniel, la acel moment Mitropolitul Moldovei și Bucovinei, în baza licenței de emisie nr. R216/9 iulie 1996. La data de 17 aprilie 1998 a început să emită la Iași, pe frecvența de 92,70 MHz, fiind primul post de radio creștin-ortodox înființat în România.
Din anul 2001 deține relații de cooperare cu mai multe posturi de radio din Europa, fiind membru al „Conferinței Radiourilor Creștine din Europa“ (CERC).
De la 31 decembrie 2002, postul de radio poate fi recepționat și prin rețeaua internet.
Din 4 iulie 2003 postul de radio funcționează în conformitate cu licența audiovizuală eliberată de către Consiliul Național al Audiovizualului.
La 24 iunie 2004 a început emisia prin satelitul Amos 2, cu frecvența de recepție: 11592,500 Mhz, polarizare: H, SR: 21, 350 Msym/s, FEC: 3/4, Modulație: QPSK. Din 30 noiembrie 2008 a început acoperirea pentru SUA, Canada, Mexic prin satelitul GALAXY 25, 93 grade V, Frecvența: 12,053 MHz, D/L polarizare verticală, Symbol Rate: 22.000 Msym, FEC: ¾.
Prima faza a extinderii ariei de emisie s-a facut într-un timp relativ scurt (3 luni) și s-a concretizat în ziua de 9 aprilie 2004, când a început să emită la Vaslui, pe frecvența de 106,70 MHz. Faza a doua a extinderii ariei de emisie s-a realizat în Județul Bacău, pe 29 mai 2004, când a început să emită în Moinești și Bacău.
De la data de 30 iunie 2004, ora 16:15 a fost inaugurată emisia postului de radio pe frecvența 88,40 MHz de la stația pe dealul Perchiu Pornirea emisiei de la Onești este în legătură cu omagierea a 500 de ani de la moartea domnitorului Ștefan cel Mare, moment în care postul de radio și-a extins rețeaua terestră de emițătoare de la nivel local la nivel regional.
Radio Trinitas este parte componentă a Centrului de Presă „Basilica” ce aparține Patriarhiei Române, din 27 octombrie 2007, odată cu inaugurarea studioului de emisie radio din București.

## Recepția postului
Postul de radio poate fi recepționat terestru în toată țara prin intermediul a mai multor stații de retransmisie, cât și online sau prin satelit.
În prezent, se emite pe 52 frecvențe terestre, acoperind peste 85% din teritoriul României, la care se adaugă și recepția satelit pentru Europa, pe EUTELSAT 16A cu poziționare 16.0° EST, Frecvență: 12643 MHz, Polarizare verticală, Symbol Rate: 12500, FEC: ¾, Serviciu: 101, Audio PID: 1001, Modulație MPEG4/DVBS2.

## Emisiuni
- Emisiuni religioase
- Emisiuni culturale și sociale
- Emisiuni și programe muzicale